# 바이런 맨
바이런 맨(Byron Mann, 1967년 8월 13일 ~ )은 미국의 배우이다.

## 출연 작품

### 영화
- 스트리트 파이터 (1994)
- 레드 코너 (1997)
- 철권을 가진 사나이 (2012)
- 빅쇼트 (2015)
- 스카이스크래퍼 (2018) - 우 역
- 소주전쟁 (2025) - 고든 역 (특별출연)

### 텔레비전
- 애로우: 어둠의 기사 (2012-19)
- 헬 온 휠즈 (2015-16)
- 더 익스팬스 (2017-18)